# Issam Al Kamouchi
Issam Al Kamouchi (Weert, 5 september 1997) is een Nederlands voormalig professioneel voetballer die als aanvaller speelde.

## Carrière
Al Kamouchi doorliep de jeugd van VVV-Venlo en kwam bij Lommel United terecht. Hier speelde hij slechts vier wedstrijden. Hier vervolgede zijn loopbaan bij Patro Eisden en Bocholt in de amateurdivisies. Hierna speelde hij ook nog bij amateurclubs in Nederland.

## Statistieken
| Seizoen         | Club            | Competitie      | Competitie | Competitie | Play-offs | Play-offs | Beker | Beker | Totaal | Totaal |
| Seizoen         | Club            | Competitie      | Wed.       | Dlp.       | Wed.      | Dlp.      | Wed.  | Dlp.  | Wed.   | Dlp.   |
| --------------- | --------------- | --------------- | ---------- | ---------- | --------- | --------- | ----- | ----- | ------ | ------ |
| 2014/15         | Lommel United   | Tweede klasse   | 1          | 0          | 2         | 0         | 0     | 0     | 3      | 0      |
| 2015/16         | Lommel United   | Tweede klasse   | 1          | 0          | 0         | 0         | 0     | 0     | 0      | 0      |
| Carrière totaal | Carrière totaal | Carrière totaal | 2          | 0          | 2         | 0         | 0     | 0     | 4      | 0      |